# Antonio Narváez Rodríguez
Antonio Narváez Rodríguez (Badajoz, 23 de febrer de 1958) és un jurista espanyol, que fou tinent fiscal de la Fiscalia del Tribunal Suprem i des de 2014 és magistrat del Tribunal Constitucional d'Espanya.

## Biografia
Llicenciat en Dret per la Universitat d'Extremadura, es va doctorar en Dret per la mateixa universitat. Va ingressar a la carrera fiscal i va exercir com a advocat-fiscal, promogut després a la categoria de fiscal, de l'Audiència Provincial de Còrdova (1982-87). Posteriorment va ser designat fiscal en cap de l'Audiència Provincial de Terol (1987-97). Entre 1997 i 2007 va exercir de fiscal al Tribunal Constitucional. El 2007 va ser promogut a la categoria de fiscal de Sala del Tribunal Suprem, nomenat al mateix any fiscal en cap de Sala. L'any 2012 va renovar la condició de fiscal de Sala i va esdevenir cap de la Secció Contenciosa-Administrativa del Tribunal Suprem. El 2013 va passar a ser tinent fiscal de la Fiscalia del mateix organisme.
Com a docent fou professor coordinador del Centre d'Estudis Jurídics de l'àrea de Dret Processal Penal i Processal Constitucional al Curs de Formació inicial de Fiscals (1998-2010). També va ser coordinador del Mòdul d'Ètica i Deontologia Professional del mateix curs (2012-13) i ponent a l'Escola Judicial als cursos de formació inicial de jutges (2002-2013).
Desenvolupà diferents projectes de cooperació internacional. Va participar com a consultor tècnic al Projecte de Nacions Unides per al desenvolupament de Països del Tercer Món amb cooperació al Consell General del Poder Judicial a Guatemala (1997 i 1998). També va intervenir al Projecte de la Unió Europea per a la formació de jutges i fiscals del Paraguai (2001). També va elaborar una proposta de reglament intern de la carrera fiscal de Bolívia (2004) arran d'un conveni entre l'Agència Espanyola de Cooperació Internacional i la Fiscalia General de l'Estat boliviana que el va portar també a elaborar manuals de desenvolupament dels sistemes d'accés a la carrera, del disseny dels plans anuals de formació i de les convocatòries d'accés. Com a expert de la Unió Europea va participat en la capacitació de jutges, fiscals i defensors d'ofici en el Codi de Procediment Penal de Colòmbia (2006) i com a docent va formar fiscals mexicans (2007). Entre 2008 i 2010 va coordinar un projecte de la Unió Europea d'assistència de la Fiscalia General espanyola a la Fiscalia General de la República d'Albània.
Va ser nomenat magistrat del Tribunal Constitucional d'Espanya a proposta del Govern d'Espanya el 2014 per tal d'ocupar la vacant produïda per Enrique López que va renunciar a causa d'una infracció de trànsit que va cometre. Prengué possessió del càrrec el dia 9 de juliol. L'any 2017 descrigué el referèndum sobre la independència de Catalunya, organitzat l'1 d'octubre d'aquell mateix any, com a «cop d'Estat» i, posteriorment, en els recursos interposats contra la sentència del judici al procés independentista català s'hagué d'abstenir ja que fou recusat per la defensa. El 8 de febrer de 2022 fou el magistrat responsable de sintetitzar, per a la resta dels seus companys de sala, el recurs presentat per la defensa del president de la Generalitat de Catalunya Quim Torra contra la sentència que l'inhabilità el 28 de setembre de 2020.

## Publicacions
- El Jurado en España. Notas a la Ley Orgánica del Tribunal del Jurado. Editorial Comares (Granada, 1995)
- El Manual del Jurado (coautor). Ed. Abella (Madrid, 1996)
- El Ministerio Fiscal y la Tutela Jurisdiccional Contencioso-administrativa de los Derechos Fundamentales (coautor). Ed. Centre d'Estudis Jurídics i Ed. Thomson-Aranzadi (Pamplona, 2006).

## Distincions

### Distincions honorífiques
- Cavaller de l'Orde de Sant Ramon de Penyafort, creu distingida de segona classe (1982)
- Cavaller de l'Orde de Sant Ramon de Penyafort, creu distingida de primera classe (1993)
- Cavaller de l'Orde de Sant Ramon de Penyafort, creu d'honor (2014)
- Membre de l'Orde al Mèrit de la Guàrdia Civil, creu de plata